# باشگاه فوتبال مانهایم
وی‌اف‌آر مانهایم یک باشگاه فوتبال فوتبال آلمانی است که در شهر مانهایم، ایالت بادن-وورتمبرگ قرار دارد و در سال ۱۹۱۱ با باشگاه اف جی مانهایمر ۱۸۹۶، ادغام شد. این باشگاه در سال ۱۹۴۹ با پیروزی مقابل بوروسیا دورتموند عنوان قهرمان لیگ ملی را به دست آورد. آنها در لیگ‌های دسته پایینتر از جمله اوبرلیگا بادن-وورتمبرگ بازی می‌کنند.

## تاریخچه
این باشگاه از بنیان‌گذاران اتحادیه فوتبال آلمان در سال ۱۹۰۰ بود.

### قهرمانی لیگ آلمان پس از جنگ

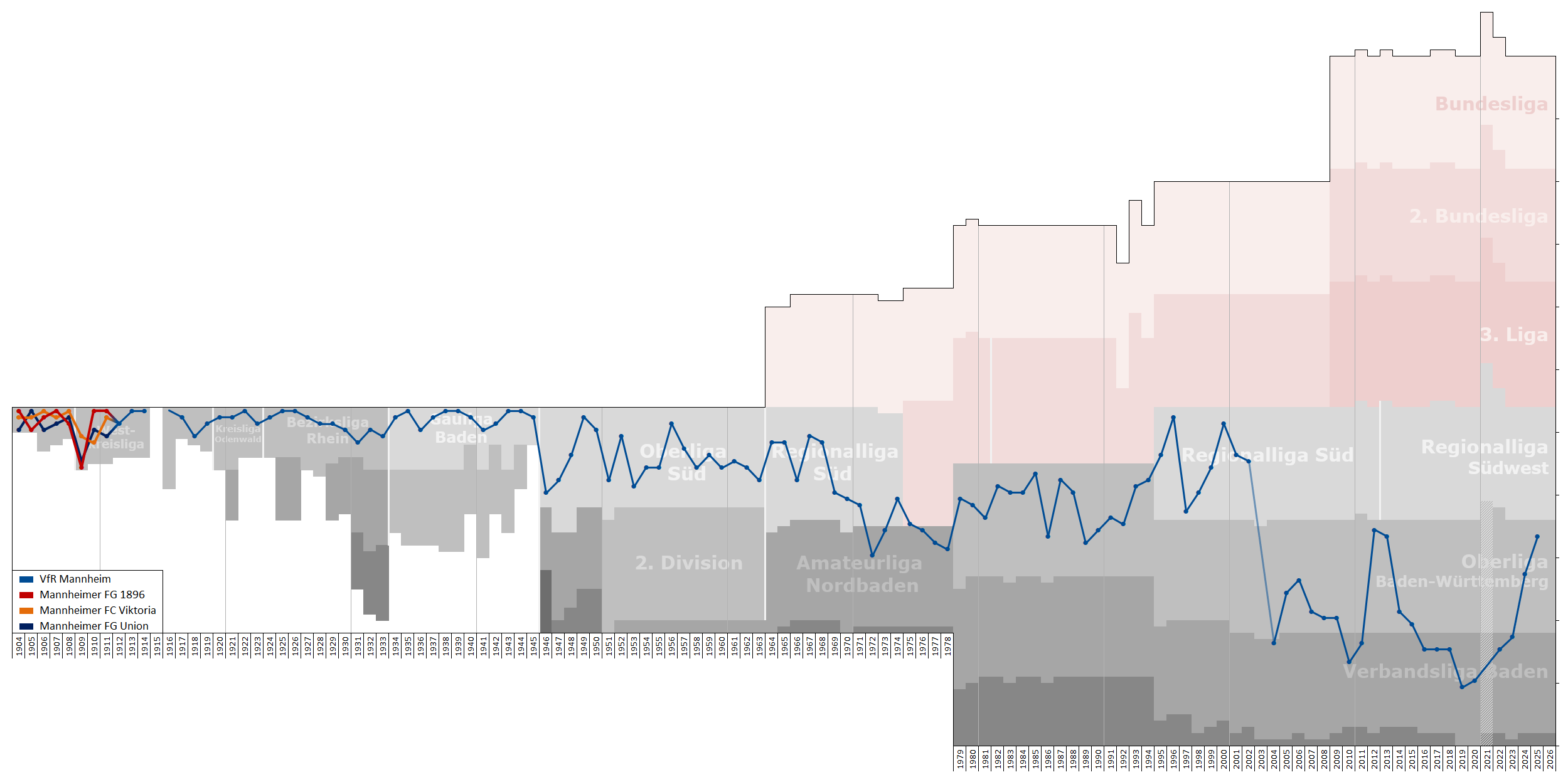
نمودار تاریخی عملکرد لیگ باشگاه مانهایم بعد از جنگ جهانی دوم

## افتخارات

### لیگ
- لیگ قهرمانی آلمان
  - قهرمان: ۱۹۴۹
- لیگ قهرمانی جنوب آلمان
  - قهرمان: ۱۹۲۵